# مقاطعة أودويني
مقاطعة أودويني (بالصومالية: Degmada Oodweyne)‏ إحدى مقاطعات محافظة توغدير في أرض الصومال، عُرفت المنطقة تاريخيًا باسم جارودي.

## روابط خارجية
- الخريطة الإدارية لمقاطعة أودويني